# Ituerino
Ituerino es una localidad oficialmente deshabitada del municipio de Pozos de Hinojo, en la comarca de la Tierra  de Vitigudino, provincia de Salamanca, España. 

## Toponimia
Su nombre deriva de Fitorino, denominación con la que venía registrada la localidad en el siglo XIII.

## Historia
La fundación de Ituerino se remonta a la Edad Media, obedeciendo a las repoblaciones efectuadas por los reyes leoneses en la Alta Edad Media, que lo ubicaron en la jurisdicción de Ledesma, dentro del Reino de León, denominándose en el siglo XIII Fitorino.
Con la creación de las actuales provincias en 1833, Ituerino, considerado ya una alquería perteneciente a Pozos de Hinojo, quedó encuadrado en la provincia de Salamanca, dentro de la Región Leonesa.

## Demografía
Ituerino se encuentra actualmente despoblado, no habiéndose registrado oficialmente habitantes en él en todo el siglo XXI.